# Eugenio Santoro (medico)
Eugenio Santoro (Roma, 29 marzo 1938) è un chirurgo italiano, specializzato nella chirurgia oncologica e nei trapianti di fegato.

## Biografia
Nato a Roma nel 1938 da famiglia calabrese, si è laureato presso la Sapienza nel 1962, ottenendo la libera docenza nel 1968. Ha fatto stage di studio all'estero in Svezia, in Francia e negli Stati Uniti.
Ha svolto tutta la sua vita professionale a Roma. Dopo essere stato per dieci anni allievo e assistente del prof. Paride Stefanini, a partire dal 1976 ha diretto per oltre trent'anni le divisioni di chirurgia generale e i dipartimenti chirurgici degli ospedali romani Cristo Re, Regina Elena e San Camillo, operando oltre 20 000 malati soprattutto per patologie oncologiche digestive.
Ha svolto la propria attività professionale privata dal 1969 presso la Clinica Pio XI di Roma. Ha operato su invito all'estero (Portogallo, Argentina, India) e in molti ospedali di città italiane 
Ha insegnato presso la Sapienza, la Cattolica e Unitelma. È stato componente del CdA dell'Università "Tor Vergata" e di UniTelma Sapienza, nonché membro del Comitato per la Biologia e la Medicina del CNR.
Nel 2001 ha creato un centro trapianti di fegato all'istituto Regina Elena, dove ha realizzato il primo trapianto epatico in Italia in un paziente sieropositivo. Nel 2004 gli viene conferita la Medaglia d'oro della Sanità pubblica.
È stato presidente dell'Associazione Chirurghi Ospedalieri Italiani dal 1993 al 1996, presidente della Società Italiana di Chirurgia dal 1998 al 2000 e Presidente della International Gastric Cancer Association dal 2005 al 2007.
È stato prima membro e poi vicepresidente del Consiglio Superiore di Sanità dal 1998 al 2014. 
È presidente della Fondazione San Camillo-Forlanini dal 2012. Ha fondato nel 2001 l'Accademia Romana di Chirurgia.
È membro onorario di molte società scientifiche di Paesi esteri e dei board di riviste scientifiche nazionali e internazionali di chirurgia. Ha presieduto congressi italiani e internazionali di chirurgia.
È autore di oltre duecento pubblicazioni scientifiche su argomenti di chirurgia e oncologia e di sette monografie.
Ha anche pubblicato saggi e articoli di storia, sociologia, politica e due romanzi.

## Opere letterarie
- Peccato capitale. La droga a Roma (1982), con Anna Maria Mammoliti, Antonio Manca e prefazione di Pierluigi Severi, Bari Edizioni Dedalo, ISBN 9788822037497. (Premio Fregene)
- Il sole sorge ad Oriente (1987), Nuova Editrice Scientifica Romana
- Cento anni di Chirurgia (2000), Nuova Editrice Scientifica Romana. (Premio Palasciano)
- Dirsi addio (2006), Rubbettino Editore
- Profondo Sud (2009), Calabria Letteraria Ed.
- De Senectute 2016 (2018), Edizioni Ponte Sisto
- Medicina e Chirurgia al tempo degli Etruschi (2019), Edizioni Ponte Sisto.
- Annus Horribilis (2020), Edizioni Ponte Sisto
- Andare a Reykjavik (Romanzo, 1995), Ed: Mancosu.
- I Segreti del Violino ( Romanzo, 2014), Edizioni Albatros